# Marian Cichy
Marian Józef Cichy (ur. 9 stycznia 1931 w Warszawie, zm. 5 grudnia 2023 w Gdańsku) – profesor doktor habilitowany inżynier, rektor Politechniki Gdańskiej w latach 1978–1981.
Wykładowca Wydziału Mechanicznego.

## Życiorys
Kształcił się na wydziale mechanicznym Politechniki Gdańskiej, gdzie uzyskał tytuł magistra inżyniera mechanika i stopień doktora w 1962 za pracę „Podciśnieniowa regulacja składu mieszanki w silnikach z wtryskiem benzyny”. W 1963 został adiunktem, w 1970 habilitował się na Politechnice Warszawskiej. Pracował w Gospodarstwie Pomocniczym Katedry Silników Spalinowych, z którym począwszy od kreślarza, przez konstruktora w zespole projektującym prototyp silnika kutrowego „Puck”, związał swoją pracę naukowo-badawczą. W 1970 zorganizował interdyscyplinarny zespół, który opracował szereg zautomatyzowanych komputerowych stanowisk do badania maszyn cieplnych. Zostały one zainstalowane w: WSK Rzeszów (badania turbin gazowych), WSK Mielec (badania silników Diesla), FSO w Warszawie i Fabryce Autobusów SAN. Od 1972 sprawował funkcję prorektora Politechniki Gdańskiej ds. ogólnych. W 1975 został prorektorem ds. rozwoju, a w 1978 wybrano go na rektora całej uczelni, który urząd to sprawował do 1981 roku. Ponadto był kierownikiem na katedrze silników spalinowych i sprężarek w latach 1992-1997.
W późniejszych latach był pełnomocnikiem rektora pogłębiającym współpracę z włoskimi uczelniami. Sprawował funkcję "Visiting profesor": Uniwersytetu Rzymskiego, Politechniki Turyńskiej, Państwowego Instytutu Pomiarów w Turynie, Instytutu Silnikowego w Neapolu.
Ukazało się 96 publikacji jego autorstwa, w tym 3 książki. Jego praca naukowa dotyczyła głównie silników spalinowych i modelowania systemów energetycznych. Posiada bogaty dorobek wypromowanych doktorów – 15, ponadto zgłosił jeden patent.
Odznaczony m.in. Krzyżem Kawalerskim Orderu Odrodzenia Polski, innymi odznaczeniami państwowymi i resortowymi. W uznaniu pracy naukowej i zasług Profesora dla PG został uhonorowany najwyższym odznaczeniem Uczelni- Złotym Medalem za Zasługi dla Politechniki Gdańskiej z nr 3.
Członek wielu organizacji naukowych w kraju, m.in.: Towarzystwa Naukowego Motoryzacji, Towarzystwa Pojazdów Ekologicznych, Gdańskiego Towarzystwa Naukowego. Był członkiem Kolegium Redakcyjnego i Rady Naukowej Wydawnictwa „Archiwum Motoryzacji”.
Po wieloletnich zmaganiach z postępującą chorobą oczu, w 1999 roku odszedł na emeryturę. Pochowany został na Cmentarzu Srebrzysko.